# 태극선도
태극선도(太極仙道)는 대한민국 선도 단체중 하나이다. 태극 박성호에 의해 창시되었다. 구마라집이 한역한 선비요법경(禪秘要法經)을 근간으로 위빠사나,사마타 수련,국선도, 전진교(중국선도),간화선,쿤달리니 요가 수련을 종합하여 창시하였다. 밀법을 풀어 각 종파와 문파를 통합한 통합명상 수행체계이다.

## 창시자
태극 박성호이다. 동국대학교 일반대학원 인도철학과 출신으로 88년도에 선도의 영감을 받아 20여년간 위빠사나,국선도,전진교,쿤달리니,밀교 명상,국선도 등을 수행하고 연구하였으며 태극선도를 1999년도부터 지도하기 시작하였다. 무술에 종합 격투기 절권도가 있는 것처럼 명상에는 종합수련체계인 태극선도가 있다.

## 통합명상의 이론
불교나 기독교나 슈퍼에고(초자아, 신적자아)가 되는 길을 가르치는 것이 아니라 온갖 허망한 것과 헛된 나를 비우는 것이다. 쉬운길로 믿던지 아니면 허망한 것을 깨우치던 비우는 것이다. 채워있는 잔과 쓸데없는 것들로 가득찬 성전은 하느님이 들어갈 곳이 없다.
-먼저 모든 것을 비워야 한다.-
내가 불교이다. 아니다 크리스트교이다. 라 판별하지 않았으면 좋겠다. 나는 다만 진리를 갈구하는 (단지 지식은 지식일 뿐) 선생이라 생각했으면 좋겠다. 윤리선생은 한가지 학파나 종교 만을 가르쳐(전달해)서는 안된다. 객관적으로 접근 진리를 전달할 뿐 결론과 받아들이는 것은 학생에 달려있다.
- 어떠한 진리를 단정으로 규정하는 한 그 진리는 한정된(유한한) 진리가 되어 버린다.

윤리에서 특히 철학 부분은 어렵다. 현대 철학은 특히 그 구심적을 잃고 있다. 어려운데 그 양도 방대하다. 하지만 각 구심점을 잘 정리하면 하나를 이해했을 때 모든 부분을 이해하게 된다. (어려운 철학공부를 할 때 많은 도움이 될 것이다.)
- 다음 표를 이해하면 윤리 교과(3권)내의 동서양 철학의 원리와 발달을 한번에 파악 할 수 있다.
- 각 학파 우주원리의 일치선상의 이해

사랑(크리스트교)=태극(유교)=무(도교)=공(불교)=이데아(서양철학)
위의 =은 완벽한 일치라기 보다 우주원리의 닮은 꼴이라고 일치선상이라 이해하면 된다.
- 아우쿠스티누스=주자(,주리설)=소승=플라톤 : 이상세계와 현실(물질)세계 이원론적 우주관
- 토마스아퀴나스=왕양명(,주기설)=대승=아리스토텔레스 :이상세계와 현실(물질)세계의 조화 -이원일치조화의 우주관
- 생각을 벗어난 자에게는 결박이 있을 수 없다. 지혜로 혜탈한 자는 방황함이 없다. 그러나 생각과 견해를 고집하는 자들은 다른 사람들과 충돌하며 세상을 방황한다.

-숫타니 파아타(원시 초기 경전 중에서)-
- 사랑이라는 최고의 깨달음(가치)-
소승 불교는 AD가 넘어가면서 절대적인 진리(무아, 무상)는 없다 하며 불교의 본질에서 벗어나게 되었고 무엇보다 자기만의 깨달음의 목적이었기 때문에 대승(모든 중생을 이롭게하여 깨닫게 하려는 불교)사상이 나왔다.
대승은 그 가르침이 반야(지혜-공사상)로 금강경(불교만이 최종 목적에 다다르는 방법은 아니다.라고 나와있다.)에서 장엄한 화엄사상에 이르러서 (화엄경) 클라이막스를 이룬다.
하지만 번뇌없는 자아증득의 공사상도 방대한 마음의 세계인 유식사상 장엄한 대우주와 소우주와 여러 다원우주(초간과 세속)가 조화를 이루는 화엄사상
도
~ 바라보면 세상(우주)의 진리를 다 말하고  깨우쳐줌에 있음에도
~ 울리는 징과 같다.(고린도 전서)
반야, 공 ,금강, 유식, 화엄을 넘어
최종 대승에는 대반열반경이 있다.
위의 사상을 증득한 연이라야 이 열반경을 만난다.
여기서는 무아(나란 없는 것이다.-계속 변하고 조합된 것이기에)에 이어 다시 '큰 나 삼매'와 큰 나를 역설한다.
큰 나란 무엇인가?
" 사랑이다 "
그 큰나의 사랑이란 어떡해야 사랑이라 할 수 있나?
"원수를 사랑하는 것이다"
--- 고린도 전서에는 대승불교 입장에서도 최종으로 졸업단계에 설해지는 이러한 사랑에 대해 말하고 있다.---
종합 -사랑이 있기(깨닫기)전에 나는 없는 것이다(나란 착각과 망념, 집착)을 다 비워라)
최종의 더 없는 깨달음은 사랑이다.

## 수행
태극선도는 타 선도나 명상과 달리 신선이 되는 기본인 소주천을 1주일 안에 완성시킨다. 이는 하단에서 하소주천(도래샘)함으로써 가능해졌는데 태극선도에서 개발하였다. 그리고 오행의 기를 모아 두달에 태식(무식)까지 가능한데 이는 각 문파의 장점을 혼합 한데서 가능해졌고 역시 태극선도에서 개발하였다. 태식 다음은 양신 수련에 들어간다.

## 연혁
- 1988 선도를 깨달음
- 1988-1998 각 문파 수행
- 1999 태극선도 지도 시작

## 출판 도서
- <네오스페이스>-영생으로 가는 명상수련법과 이론- 출판사 (키메이커)